# Saturday Review
Saturday Review, titulada previamente The Saturday Review of Literature, fue una revista semanal estadounidense fundada en 1924. Norman Cousins fue el editor entre 1940 y 1971. En su momento de máxima popularidad, Saturday Review tuvo importante influencia al escribir en ellas varios críticos de notable éxito (como Wilder Hobson, el crítico de música Irving Kolodin o los críticos teatrales John Mason Brown y Henry Hewes), siendo conocida con frecuencia por sus iniciales: «SR». Nunca fue una publicación muy rentable y finalmente terminó sucumbiendo ante el declive de las revistas de contenidos generales, después de reestructurarse e intentar reinventarse más de una vez durante las décadas de 1970 y 1980.

## Historia
Entre 1920 y 1924, Literary Review fue un suplemento de sábado del New York Evening Post. Henry Seidel Canby creó una publicación independiente en 1924. Hasta 1951 o 1952 fue conocida como Saturday Review of Literature.
Saturday Review alcanzó su etapa de mayor esplendor hacia 1971, con tiradas de 660 000 ejemplares. El editor Norman Cousins renunció cuando fue vendida a un grupo liderado por los dos cofundadores de Psicology Today, la cual habían por entonces recientemente vendido a Boise Cascade. Dividieron la revista en cuatro publicaciones mensuales independientes, pero el experimento finalizaría dos años más tarde, por problemas económicos. Cousins, el antiguo editor, la compró y fundió las distintas publicaciones con World, una nueva revista que había fundado en aquellos años. Durante un breve período de tiempo  se tituló SR World antes de retornar al clásico Saturday Review. La revista fue traspasada en 1977 a un grupo liderado por Carll Tucker, que la vendió en 1980 a Macro Communications, empresa propietaria de Financial World. De nuevo con problemas económicos hacia 1982, fue adquirida por el empresario de Misuri Jeffrey Gluck. Un grupo nuevo de inversores la resucitó brevemente en 1984. Según Greg Lindsay, en un artículo para Folio escrito veinte años más tarde, la mayor parte de la gente considera 1982 como «el año en que Saturday Review murió». Otros autores citan 1986 como año de fin de la revista.
El editor de Penthouse Bob Guccione adquirió la revista en 1987, usando el título brevemente para una publicación online en AOL.